# Lucio Antonio Albo
Lucio Antonio Albo  fue un senador romano que desarrolló su carrera política en la primera mitad del siglo II bajo los emperadores Trajano, Adriano y Antonino Pío.

## Familia
Miembro de la gens Antonia, su familia era originaria de Asia Menor y era hijo de Lucio Antonio Albo, cónsul suffectus en el año 102.

## Carrera pública
Conocemos buena parte de su carrera a través una inscripción honoraria de la antigua Corinto, capital de la Acaya que en ese momento dirigía como procónsul, cuyo texto se desarrolla así:

[L(ucio) Antonio L(uci) f(ilio)] Albo

[proco(n)s(uli) prov(inciae) Achaiae cu]r(atori) viarum [---]

l[eg(ato) pr(o) pr(aetore)] prov(inciae) A[--- praet]or[i tr]ib(uno)

pl(ebis) cand[idato Imperat(oris) Caesa]ris T[r]aiani 4

Hadria[n]i Aug(usti) [--- qua]e/stor[i --- candidat]o Imp(eratoris) Nervae

[Traiani Caesaris Aug(usti) tri]b(uno) mil(itum) leg(ionis) I Minerv(iae)

[Piae Fidelis IIIviro a(uro) a(rgento) a(ere)] f(lando) f(eriundo) fratri Arvali

[amici L(ucius) Gellius Mena]nder et L(ucius) Gellius 8

[Iustus d(e) s(ua) p(ecunia) fac(iendum) cur(averunt)] ob iustitiam 

[d(ecreto)] d(ecurionum)

Comenzó su servicio público como triunvir monetalis dentro del vigintivirato, puesto reservado a los patricios o a los jóvenes senadores patrocinados por el emperador, en este caso Trajano, para pasar a servir como tribuno laticlavio en el Rin en la Legio I Minervia en su base de Bonna (Bonn, Alemania) en Germania Superior. De vuelta a Roma, fue cooptado en los Hermanos Arvales en torno a los años 111-112. y fue nombrado cuestor como candidato de Trajano, muestra del favor imperial, para pasar a ser después tribuno de la plebe, también como candidato, en este caso de Adriano, e inmediatamente pretor y legado del procónsul, bien de Asia bien de África. De vuelta a Roma, se le encargó velar sobre algunas vías de Italia en calidad de curador, para ser nombrado en 127-128 procónsul de la provincia senatorial Acaya.
Terminado ese gobierno, fue nombrado cónsul suffectus alrededor del año 132 y procónsul de Asia en el periodo 147-148,, ya bajo Antonino Pío; durante el ejercicio de este cargo, un terremoto causó importantes daños en la región oeste de Anatolia.
De vuelta a Roma, el 30 de mayo de 150 seguía vivo, ya que participó en los sacrificios de los Arvales, a los que pertenecía desde casi 40 años antes, aunque debió fallecer poco después.